# Svilojevo
Svilojevo (v srbské cyrilici Свилојево, maďarsky Szilágyi) je obec na samotném severu Srbska, ze správního hlediska součást města Apatin. Obyvatelstvo vesnice je smíšené, zhruba z 60 % maďarské národnosti a menší části srbské. V roce 2011 měla obec 1179 obyvatel. Počet obyvatel v posledních desetiletích setrvale klesá.
Obec vznikla kolonizací v roce 1899. O několik let dříve uherská vláda vyčlenila místní pozemky pro chudé kolonisty. Dostěhovalo se celkem 260 rodin. Obec má pravoúhlý systém ulic, stejně jako řada dalších větších obcí v bývalých dolních Uhrách a dnes srbské Vojvodině. Dominantou obce je katolický kostel svatého Štěpána.